# Campeonato Europeu de corrida à eliminação masculina
O Campeonato Europeu de carreira à eliminação masculina é o Campeonato Europeu de corrida de eliminação organizado anualmente pela União Europeia de Ciclismo no marco dos Campeonato Europeu de ciclismo em pista. Em 2016, a prova tem lugar durante os Campeonato Europeu juniores e esperanças.

## Palmarés
| Ano  | Ouro            | Prata              | Bronze             |
| ---- | --------------- | ------------------ | ------------------ |
| 2015 | Bryan Coquard   | Simone Consonni    | Christopher Latham |
| 2016 | Loic Perizzolo  | Christos Volikakis | Jiri Hochmann      |
| 2017 | Gerben Thijssen | Maksim Piskunov    | Rui Oliveira       |
| 2018 | Matt Walls      | Rui Oliveira       | Szymon Krawczyk    |
| 2019 | Elia Viviani    | Bryan Coquard      | Filip Prokopyszyn  |

## Quadro das medalhas
| Ordem | País        | Medalha de ouro | Medalha de prata | Medalha de bronze | Total |
| ----- | ----------- | --------------- | ---------------- | ----------------- | ----- |
| 1     | França      | 1               | 1                | 0                 | 2     |
| 1     | Itália      | 1               | 1                | 0                 | 2     |
| 3     | Reino Unido | 1               | 0                | 1                 | 2     |
| 4     | Bélgica     | 1               | 0                | 0                 | 1     |
| 4     | Suíça       | 1               | 0                | 0                 | 1     |
| 6     | Portugal    | 0               | 1                | 1                 | 2     |
| 7     | Grécia      | 0               | 1                | 0                 | 1     |
| 7     | Rússia      | 0               | 1                | 0                 | 1     |
| 9     | Polónia     | 0               | 0                | 2                 | 2     |
| 10    | Chéquia     | 0               | 0                | 1                 | 1     |
| Total | Total       | 5               | 5                | 5                 | 15    |